# USS Ordronaux (DD-617)
DD 617 Ordronaux (Корабль соединённых штатов Ордонакс) — американский эсминец типа Benson.
Заложен на верфи Bethlehem Steel, Quincy 25 июля 1942 года. Заводской номер: 1521. Спущен 9 ноября 1942 года, вступил в строй 13 февраля 1943 года.
Выведен в резерв январе 1947 года. Из состава ВМС США исключён 1 июля 1971 года.
Продан 16 марта 1973 года фирме «Luria Bros. and Co. Inc.» в Кливленде и разобран на слом.